# كانينغهاميلا
كانينغهاميلا جنس من الفطريات من رتبة العفنيات والفصيلة الكاننغهامية (باللاتينية: Cunninghamellaceae).  وصف هذا الجنس عالم الفطريات الفرنسي ألفونس لويس بول ماتروشو في مجلة Ann. Mycol. المجلد 1، صفحة 47، عام 1903.
أطلق اسم جنس Cunninghamella تكريمًا لديفيد دوغلاس كانينغهام (1843-1914)، وهو طبيب وباحث اسكتلندي عمل على نطاق واسع في الهند في جوانب مختلفة من الصحة العامة والطب. 

## الأنواع
اعتبارًا من سبتمبر 2015، تضمن فهرس الفطور (باللاتينية: Index Fungorum) 13 نوعًا مقبولا في جنس كانينغهاميلا:
- كانينغهاميلا بيرثولية Cunninghamella bertholletiae
- كانينغهاميلا ثنائيةCunninghamella binarieae RYZheng 2001
- كانينغهاميلا بليكسلي Cunninghamella blakesleeana
- كننغهاميلا بيضاء يوش. يامام. 1929 Cunninghamella candida
- كانينغهاميلا مضربية RYZheng & GQChen 1998 Cunninghamella clavata
- كانينغهاميلا شوكية ( ثاكست ) ثاكست. إكس بليكسلي 1905 Cunninghamella echinulata
- كانينغهاميلا أنيقة ليندن. 1905 Cunninghamella elegans
- كننغهاميلا مخنثة كومين. & توباكي 1952 Cunninghamella homothallica
- كانينغهاميلا وسيطة KBDeshp. ومانتري 1966 Cunninghamella intermedia
- كننغهاميلا متعددة الرؤوس RYZheng & GQ Chen 2001 Cunninghamella multiverticillata
- كانينغهاميلا بنية الأبواغ بويدين 1959Cunninghamella phaeospora
- كانينغهاميلا متعددة الأشكال بيسبك 1929 Cunninghamella polymorpha
- كننغهاميلا حاجزية RYZheng 2001 Cunninghamella septata
- كانينغهاميلا حويصلية (PCMisra 1966) Cunninghamella vesiculosa

## الاستخدامات
غالبًا ما تُستخدم أعضاء هذا الجنس في الدراسات التي تبحث في عملية استقلاب الأدوية، لأن هذه الأنواع تستقلب مجموعة واسعة من الأدوية بطرق مماثلة لأنظمة الإنزيمات الثديية. إضافة إلى ذلك، العديد من الأنواع قادرة أيضًا على أكسدة الهيدروكربونات العطرية متعددة الحلقات، وهي فئة من الجزيئات العضوية المستقرة التي تميل إلى الاستمرار في البيئة وتحتوي على العديد من المركبات المسرطنة والمسببة للطفرات المعروفة.
أثبت وجود السيتوكروم P450 في C. bainieri .